# Oriole Park at Camden Yards
Oriole Park at Camden Yards är en basebollarena i Baltimore i Maryland i USA. Arenan är hemmaarena för Baltimore Orioles, som spelar i American League, en av de två ligorna i Major League Baseball (MLB).

## Historia

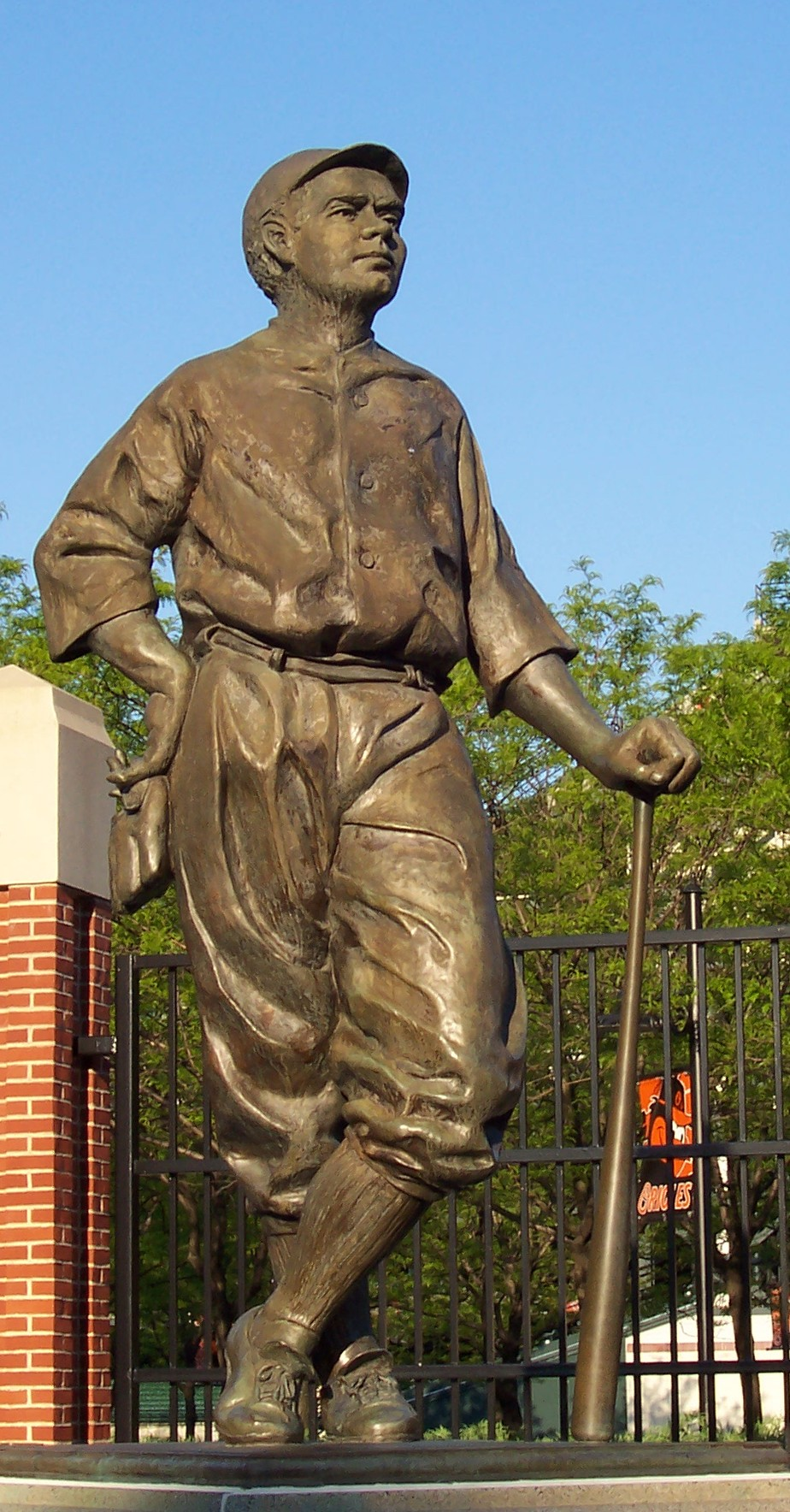
Staty av Babe Ruth utanför arenan.

Arenan, som ersatte Orioles tidigare hemmaarena Memorial Stadium, började byggas i området Camden Yards i centrala Baltimore i juni 1989 och öppnades i april 1992, till en byggkostnad av cirka 110 miljoner dollar. Arkitektfirman HOK Sport Venue Event ritade arenan efter anvisningar från Orioles och delstaten Maryland, som också äger arenan. Man eftersträvade en modern arena som samtidigt skulle påminna om hur basebollarenor såg ut i början av 1900-talet. Som förebilder användes bland andra Ebbets Field i Brooklyn, Fenway Park i Boston och Wrigley Field i Chicago. Därför använde man en stålkonstruktion, i stället för en av cement, och försåg arenan med en valvbemängd tegelstensfasad. Vidare gjorde man själva spelplanen asymmetrisk och som underlag valde man gräs. Arenan var den första i MLB att byggas i denna retrostil, och den har fått många efterföljare såsom Progressive Field i Cleveland, Globe Life Park in Arlington i Arlington och Coors Field i Denver.
Namnet på arenan var en kompromiss mellan klubbens dåvarande ägare Eli Jacobs, som ville att den skulle heta Oriole Park, och Marylands dåvarande guvernör William Donald Schaefer, som ville att den skulle heta Camden Yards.
I den gamla arenan Memorial Stadium hade Orioles de sista tio åren ett publiksnitt på cirka 25 000 åskådare. Från öppnandet av den nya arenan 1992 fram till och med 2000 var snittet över 40 000, men sedan dess har det sjunkit. Trots detta nåddes milstolpen 50 miljoner besökare 2008, under den 17:e säsongen, snabbare än någon annan arena i MLB:s historia.
Arenan var 1993 värd för MLB:s all star-match.
Påven Johannes Paulus II höll 1995 mässa i arenan.
2012 sattes sex statyer av gamla storspelare för Orioles upp i arenan.
Inför 2022 års säsong gjordes spelplanen större och staketet högre i left field för att göra arenan mer jämbördig med andra i MLB när det gällde hur lätt det var att slå homeruns. Förändringarna innebar också att arenans kapacitet minskade med cirka 1 000 platser.

## Övrigt

Oriole Park at Camden Yards planstorlek.

I arenan har flera scener för olika filmer och tv-serier spelats in, bland annat filmerna Värsta gänget 2, Dave och Head of State och tv-serierna Vita huset, Commander in Chief, Uppdrag: mord, The Wire och House of Cards.
I nära anslutning till arenan byggdes 1998 M&T Bank Stadium, hemmaarena för Baltimore Ravens, som spelar i National Football League (NFL).
Som kuriosa kan nämnas att arenan bara ligger två kvarter från legendaren Babe Ruths födelseplats, och Ruths pappa hade ett kafé på den plats där arenan nu ligger. Ruth står staty utanför arenan.